# Tarek Bettadj
Tarek Bettadj (arabe : طارق بتاج) est un footballeur international algérien né le 8 avril 1968 à Tlemcen. Il évoluait au poste de milieu de terrain.

## Biographie
Tarek Bettadj reçoit 16 sélections en équipe d'Algérie. Toutefois, certaines sources mentionnent 20 sélections. Il joue son premier match en équipe nationale le 11 décembre 1990, contre l'équipe d'Angleterre B (score : 0-0). Il joue son dernier match le 26 juillet 1997, contre le Bénin (victoire 2-0).
En club, il évolue pendant de longues saisons avec le WA Tlemcen. Il joue également pendant une saison avec l'US Chaouia.
Il remporte, au cours de sa carrière, un titre de champion d'Algérie, et au moins une Coupe d'Algérie.

## Statistiques

### Avec l'équipe d'Algérie
Le tableau suivant indique les rencontres de l'équipe d'Algérie dans lesquelles Tarek Bettadj a été sélectionné, du 17 décembre 1990 jusqu'au 6 juin 1997.

## Palmarès
- Champion d'Algérie en 1994 avec l'US Chaouia
- Vainqueur de la Coupe d'Algérie en 1998 et 2002 avec le WA Tlemcen
- Finaliste de la Coupe d'Algérie en 2000 avec le WA Tlemcen
- Finaliste de la Coupe de la Ligue d'Algérie en 1999 avec le WA Tlemcen
- Vainqueur de la Coupe des clubs champions arabes en 1998 avec le WA Tlemcen
- Accession en Ligue 1 en 1990 avec le WA Tlemcen